# 남도형
남도형(南度亨, 1983년 4월 24일 (음력 3월 12일) ~ )은 대한민국의 성우로, 2006년에 한국방송 성우극회 32기 공채 성우로 입사했다. 

## 약력
유튜브에서 '남도형의 블루클럽'이라는 채널로 유튜버로 활동하고 있다.

## 음반
- 2015년 《어른이》
- 2016년 《Reboot》

## 출연작
굵은 글씨는 메인 캐릭터.

### KBS
- 숲 속 친구 니즈 (KBS) - 쓰렉또롱
- 주디세이 - 울프
- 주디세이 퀴즈쇼 - 울프
- 캐치! 티니핑 (KBS) - 나일, 부투핑
- 또봇 V (KBS) - 빅트레일, 빅트롤
- 꼬마신랑 쿵도령 (KBS) - 운쇠
- 꼬마 어사 쿵 도령 (KBS)- 흑수, 임금, 운쇠
- 스톤에이지 (KBS) - 카일, 데스티, 얀기로, 정령왕, 토비 박사
- 로보텍스 (KBS) - 서준, 최재용 박사, 아나키
- 터닝메카드 3기 (KBS) - 타나토스, 알타, 옥타, 쿠루기, 윙라이온, 제트, 피오, 프로브
- 터닝메카드 R (KBS) - 타나토스, 알타, 천재형 아빠
- 외계가족 졸리폴리 (KBS) - 비서 알프레도
- 터닝메카드 (KBS) - 타나토스, 알타, 옥타
- 터닝메카드 W (KBS) - 타나토스, 알타, 옥타, 쿠루기, 윙라이온, 제트
- 출발! 모나리자호 미술탐험대 (KBS) - 프레스코
- 파워마스크 (KBS) - 용
- 티니 와일드 (KBS) - 도도
- 피들리 팜 (EBS) - 앤디
- 아스타를 향해 차구차구 (KBS) - 체사, 타오, 바오
- 쿵푸 공룡 수호대 (KBS) - 선우 박사
- 최강 합체 믹스마스터 (KBS) - 붉은 기사
- 쥬로링 동물탐정 (KBS) - 치이치, 시장
- 천하무적 크래쉬 비드맨 - (KBS) - 후카이리 죠(조)
- 웨이블리의 마법사 (KBS) - 저스틴
- 엘리먼트 헌터 (KBS) - 톰 벤슨
- 메타제트 (KBS) - 드류
- 마법전사 라이너 (KBS) - 카르네 카이웰, 피오르, 티아 루미블
- 동의보감 (KBS) - 니게루
- 좀비덤 - 펌키니 등의 단역
- 꼬마 과학자 시드 (KBS) - 시드
- 상상꾸러기 꾸다 - 레오
- 고둥둥심포니 고둥둥, 젠틀펭
- 니니 뭐하니? - 디노, 교장
- 니니 뭐하니? 2 - 디노, 교장
- 소스리아 - 고사리
- 모양새 친구들 - 네모

### KBS 키즈
- 퓨로보이즈 - 미즈노 유우
- 달려라 록키 - 로니

### 타방송사
- 페어리 테일 (챔프TV, 애니원, 애니박스) - 나츠 드래그닐

- 프리파라(MBC) - 안경 오빠,태양
- 쥬블스 - 폼
- 가필드 쇼 (카툰 네트워크) - 존
- 고 포 스피드 - 천시후
- 곤 - 위니, 머드, 페두스
- 엔젤 비트 - 선수
- 내 친구 해치  - 해치
- 닌자의 왕 (애니맥스) - 아이자와 코이치
- 디지몬 고스트 게임 (재능TV) - 피터몬
- 레귤러 쇼 (카툰 네트워크) - 릭비
- 마루코는 아홉살 (카툰 네트워크) - 강초
- 나는 닥터B (아남종교TV) - 닥터비
- 맥스 스틸 (애니맥스) - 스틸
- 건담 빌드 파이터즈 (애니맥스) - 라이너, 레나토 형제
- 건담 빌드 파이터즈 트라이 (애니맥스) - 시몬
- 메탈베이블레이드 (투니버스) - 사오토메 테루(루미엘), 사르한, 제오 어비스
- 메탈베이블레이드 제로G
- 배틀포스5 (카툰 네트워크) - 버트
- 상상탐험대 (디즈니 채널) - 스티미
- 수학특공대 우미주미 (니켈로디언) - 보트
- 슈퍼트램프 (애니원) - 노럭이
- 신령사냥 (애니박스) - 코모리 타로
- 신비아파트 고스트볼Z: 귀도퇴마사 (투니버스) - 그렌델
- 신비아파트 특별판: 조선퇴마실록 (투니버스) - 주운 / 조선의 인형술사
- 어떤 과학의 초전자포 (애니맥스) - 쿠로즈마 와타루
- 어항 속의 하이틴 (디즈니 채널) - 마일로
- 얼티밋 스파이더맨 (디즈니 채널) - 피터 파커 / 스파이더맨
- 에그보이 코루 (MBC)
- 오늘부터 마왕 (애니맥스) - 사라레기
- 웰컴 투 동물농장 (애니원) - 버스터
- 위험 최강 단거 할아버지  - 대장
- 썬더 일레븐 GO - 민해준
- 미니특공대 - 레이, 리오, 재키
- 출동! 슈퍼윙스 - 에이스 / 두두 / 포키 / 한별 / 버키 / 레오 / 사자 / 조슈아 / 나얀 아빠 / 데마 아빠
- 포켓몬스터 베스트위시 (투니버스) - 덴트 / 찰스의 어지리더 / 랜트로스
- 포켓몬스터 (재능TV) - 지니어
- 피니와 퍼브 (디즈니 채널) - 피니어스 플린
- 마일로 머피의 법칙 (디즈니 채널) - 피니어스 플린
- 하늘을 나는 비포  - 헨리
- 한나 몬타나 (디즈니 채널) - 윌리스
- 괴도 조커 (카툰네트워크) - 럭키 피라미드
- 블리치 (애니맥스) - 히라코 / 미즈히로 / 오오마에다
- 코지 코지 (애니맥스) - 눈사람
- 사이드킥 (카툰네트워크) - 에릭
- 홀리의 신비한 모험 (챔프) - 피오
- 테니스의 왕자 (투니버스) - 센고쿠 / 날치기
- 파이브레인-신의 퍼즐  - 지소림
- 히어로 : 108 (카툰네트워크) - 마이티 레이
- 벤10 옴니버스 (카툰네트워크) - 루크
- 크로스파이트 비드맨 (투니버스) - 카인 / 샤크
- 꿈의 보석 프리즘스톤  - 준, 돈 봄비, 미스터 케이
- 꿈의 라이브 프리즘스톤 (대원방송) - 은시우, 은선우(은시우 아빠), 제임스, 한선주(한나루 아빠), 채일만(채우리 아빠), 마정진
- 웨딩피치 (투니버스) - 피터(아마노 타쿠로)
- 베베데빌 (투니버스) - 나진진
- 레귤러쇼 (카툰네트워크) - 릭비
- 폴리포켓 (투니버스) - 릭
- 명탐정 코난 (투니버스) - 남자 4
- 키마의 전설 (카툰네트워크) - 라발
- 코라의 전설 (니켈로디언) - 아바타 완
- 은하로 킥오프 (애니맥스) - 남궁민
- 바이트초이카 - 타이론 황
- 세인트 세이야 오메가  - 스카이
- 겨울연가
- 아바다스(EBS) - 해리
- 바쿠만 (챔프) - 코지
- 시끌벅적 하우이와 벌거숭이들 (애니맥스) - 하우이
- 닌자거북이 2012 (니켈로디언) - 펄버라이저
- 지파이터스 (EBS) - 무크
- 터닝메카드 W: 반다인의 비밀 (투니버스) - 타나토스, 알타, 옥타, 쿠루기, 윙라이온, 제트
- 깨미탐험대 (MBC)
- 로보카 폴리 (EBS) - 버키, 마린, 브루너, 휠러
- 미앤마이로봇 (EBS) - 조셉
- 스쿨랜드 (EBS) - 아이쿠슈타인
- 트랜스포머 프라임 (EBS) - 래프, 넉아웃
- 로봇트레인 RT  - 케이
- 꼬마돌 도도 (MBC) - 라시
- 과학마술단 (MBC)
- 쥬얼펫 스파클링 데코 (대교 어린이TV) - 레드
- 핫윌스:전설의 기술(넥플릭스) - 게이지 / 승객 2 / 마른 멸치
- 에버 애프터 하이(넥플릭스) - 데어링 차밍 / 코치 / 흰토끼 / 트위들 덤 / 터틀 / 남자 해설
- 정글에서 살아남기 - 마루의 어드벤처 (EBS1) - 마루
- 정글번치 정글수호대 (대교 어린이 TV) - 모리스
- 미라큘러스: 레이디버그와 블랙캣 (EBS1) - 아드리앙 아그레스트, 필릭스 / 블랙캣, 화이트캣
- 프린세스 스타의 모험일기 (디즈니) - 마르코 디아즈
- 아발로 왕국의 엘레나 (디즈니) - 마테오
- 경계의 린네  - 린네
- 넥소 나이츠 (투니버스) - 렌스 리치몬드
- 파워배틀 와치카 (MBC) - 캐스터, 슈미트
- 마음의 소리 (애니맥스) - 조준, 센세이션, 애봉이 아빠, 단역 다수
- 소피 루비 (EBS1) - 샤드, 호크 아이, 워워 아저씨, 두두
- 파워캐치 완다 (투니버스) - 완다
- 타잔과 제인 (넥플릭스) - 타잔
- 텔루르 에일리언 (넥플릭스) - 빅
- 우주 탐험가 젯 (EBS1) -젯
- 배의 요정 후나씨 (대교어린이 TV) -후나씨
- 독도수비대 강치 (EBS1) - 강치 / 메두스
- 런닝맨  - 가이
- 레고 닌자고 (투니버스) - 로이드
- 에어로버 (MBC) - 찰스, 코치조
- 에그구그
- 빅 시티 그린 (디즈니) - 크리켓 그린
- 피피루 안전특공대 (EBS) - 야치
- 신비한 개구리 나라 앰피비아 (디즈니 채널, 디즈니+) - 토디, 애꾸눈 월리, 개구봇, 안드리아스 리바이아던
- 형사 가제트 (EBS1) - 탈론
- 왕실탐정 미라 (디즈니 주니어, 디즈니+) - 닐 왕자
- 갓 오브 하이스쿨 - 진모리 (제천대성)
- 세미와 매직큐브 - 와이(Y)
- 미키마우스 뒤죽박죽 모험 (디즈니 주니어) - 미키 마우스
- 미키마우스의 멋진 대모험 (디즈니+) - 미키 마우스
- 레고 몽키키드 (nickelodeon) - 레드썬
- 헬로 카봇 젬(SBS) - 호크하이
- 헤일리는 임무중!(디즈니+) - 스콧 드노가

### 극장판 애니메이션
- 페어리 테일: 봉황의 무녀 - 나츠 드래그닐
- 다마고치 극장판 1편: 두근두근 우주의 미아 (카툰네트워크) - 파파마메치
- 다마고치 극장판 2편: 우주제일의 행복한 이야기 (카툰네트워크) - 파파마메치, 행복하다뇨
- 레고: 클러치파워의 모험 - 아티
- 메탈베이블레이드 (투니버스) - 루미엘
- 새미의 어드벤처 - 올리
- 새미의 어드벤처2
- 소중한 날의 꿈 - 상남
- 알파 앤 오메가 - 셰이키
- 춤추는 꿈틀이밴드 - 트레지
- 로보트 태권브이 (SBS)
- 개구쟁이 스머프 - 똘똘이
- 개구쟁이 스머프 2 - 아즈라엘 (프랭크 웰커)
- 모모와 다락방의 요괴들 - 요타
- 토르: 마법망치의 전설 - 신드리
- 레전드 오브 래빗 - 비기
- 포켓몬스터 베스트위시: 비크티니와 흑의영웅 제크로무/백의 영웅 레시라무(2011년) - 덴트
- 로렉스 - 테드
- 피니와 퍼브 무비: 2차원을 넘어서 (디즈니 채널) - 피니어스 플린
  - 피니와 퍼브 무비: 캔디스, 우주에 맞서다 (디즈니+) - 피니어스 플린
- 테드: 황금도시 파이티티를 찾아서(2012년) - 맥스
- 포켓몬스터 베스트위시: 큐레무 VS 성검사 케르디오(2012년) - 덴트
- 악동 프레디 길들이기 - 프레디
- 삼총사 : 용감한 친구들 - 달타냥
- 몬스터 호텔  - 조나단
- 몬스터 호텔 2 - 조나단
- 몬스터 호텔 3 - 조나단
- 몬스터 호텔 4 - 조나단
- 스쿼시랜드 - 우피
- 유다의 사자 : 부활절 대모험 - 잭
- 크루즈 패밀리 - 텅크 (클락 듀크)
- 극장판 썬더일레븐 GO VS 골판지 전사 W - 원더봇 / 표설민
- 헌터X헌터 극장판 팬텀루즈 - 이르미
- 터보 - 스키드
- 정글 히어로 - 츄이
- 몬스터 대학교 - 테리 아이
- 로덴시아: 마법왕국의 전설 - 초보 마법사
- 스파이크 - 스파이크
- 슈퍼노바 지구탈출기 - 게리
- 극장판 포켓몬스터 베스트위시: 신의 속도 게노세크트 뮤츠의 각성 - 덴트
- 극장판 포켓몬스터 AG: 뮤와 파동의 용사 루카리오
- 옐로우버드 - 옐로우버드
- 터키 - 레지
- 어린왕자 - 미스터 프린스
- 일곱난쟁이 - 잭, 쿠키, 셔먼
- 무민 더 무비 - 스너프킨
- 홈 - 오
- 뮨: 달의 요정 - 뮨
- 슈퍼 프렌즈 - 손오공
- 갤럭시 히어로즈: 라쳇 앤 클랭크 - 라쳇
- 로빈슨 크루소 - 튜즈데이
- 모험왕 블링키 - 우체부
- 장난감이 살아있다 - 제이크
- 프리즘스톤 올스타 셀렉션 - 토깽, 안경 오빠, 은시우
- 감바의 대모험 - 감바
- 극장판 터닝메카드 W: 블랙미러의 부활 - 윙라이온
- 눈의 여왕 3: 눈과 불의 마법대결 - 로렌
- 씽 - 군터
- 마이펫 오지 - 오지
- 극장판 레이디버그 - 아드리앙 아그레스트 / 블랙캣
- 파워배틀 와치카 미니카 배틀리그: 불꽃의 질주 - 캐스터 / 슈미트
- 슈퍼 빼꼼: 스파이 대작전 - 정보국장 / 대장 펭귄
- 발레리나 - 루디
- 스머프: 비밀의 숲 - 똘똘이 스머프
- 아이스 에이지 4: 대륙 이동설 - 라즈
- 얼리맨 - 더그
- 더 프린세스: 도둑맞은 공주 - 루슬란
- 뽀로로 극장판 보물섬 대모험 - 실버
- 극장판 엉덩이 탐정: 화려한 사건 수첩 - 괴도 유
- 눈의 여왕4 - 로렌
- 극장판 미니특공대: 공룡왕 디노 - 리오
- 원피스 스탬피드 - 사보
- 마음의 소리 스페셜 1: 효 크러쉬 - 조준
- 마음의 소리 스페셜 2: 이어서 하자 - 조준
- 마음의 소리 스페셜 3: 붕어빵 부자 - 조준
- 매지컬: 공주를 웃겨라 - 테오
- 더 퍼스트 슬램덩크 - 김대남
- 퇴마록 - 현암

### 특수촬영 드라마
- 가면라이더 키바 (애니박스) - 시프 팡가이아
- 긴급출동! 레스큐 파이어 (재능TV) - 호무라 타츠야(히로)
- 엑스가리온 - 휴대폰몬
- 가면라이더 더블 (챔프TV) - 차명석 (유토피아 도판트)
- 파워레인저 캡틴포스 (대원방송) - 박재민(캡틴 실버)
- 가면라이더 포제 (챔프TV) - 진유성 (사쿠타 류세이) (가면라이더 메테오) (요시자와 료)
- 울트라맨 긴가S (대교어린이TV) - 해리
- 파워레인저 갤럭시포스 (챔프TV) - 럭키/레오 레드

### 게임
- 괴리성 밀리언아서 - 이계형 로벨
- 괴리성 밀리언아서 - 성관형 로벨
- 던전 앤 파이터 - 마법사(남), 로젠버그
- 레이튼 미스터리 저니: 일곱 대부호의 음모 - 노아 몬톨
- 가디언 테일즈- 파티크래셔 매드팬더단(레드 팬더)
- 애프터라이프- 루이
- 로또맞고 2 - 플레이어(주인공)
- 스타 프로젝트 온라인 - 최준우
- 리그 오브 레전드 - 제이스, 라칸
- 도타2 - 오거 마법사2
- 네임리스 - 연호(큐린스)
- 던전 스트라이커 - 미청년 남자 캐릭터
- 마비노기 영웅전 - 허크
- 카트라이더 - 루이 알마
- 재배소년 - 사제 죽연, 고등학생 오트
- 최강의 군단 - 바이스, 하미레즈, 갈리아노, 마르셀로
- 드래곤 히어로즈 - 루이
- 드래곤 네스트 - 루비나트
- 블러드라인 - 엘
- 에덴의 너머 - 로렌스 드 라파에트
- 아르베도 스페라 - 진형도
- 세븐나이츠 - 스파이크
- 클로저스 - 데이비드
- 치고박고 무한상사 - 나구직, 슈퍼나구직, 나구직대리, 1년차 나구직
- 엘소드 - 테오도르
- 애니팡 맞고 - 몽이
- 갓오브하이스쿨 - 진모리, 요한
- 데스티니 차일드 - 파이로, 해트트릭, 토트, 칼카스
- 하이퍼 유니온스 - 스톰 레인저 레드, 태극
- 리니지 레드나이츠 - 버그베어
- 소울워커 - 빅터
- 데스티니 가디언즈 - 고스트
- 메이플 스토리 - 호영
- 좀비고등학교 - 조연빈
- 파이널판타지 14 - 제노스
- 애프터라이프 - 루이
- 로스트아크 - 비올레
- 샤이닝니키 - 로앙
- 링 피트 어드벤처 - 링
- 쿠키런: 킹덤 - 마들렌맛 쿠키
- 원신 - 타르탈리아, 심연메이지
- 섀도우버스 - 천상의 기사
- 쿠키런: 킹덤 - 미키마우스 쿠키
- 쿠키런: 킹덤 - 피터팬 쿠키
- 블루 프로토콜 - 제이크
- 명조: 워더링 웨이브 - 기염

### 외화

#### 드라마
- 닥터 후 시즌 5~7 (KBS) - 로리 윌리엄스 (아서 다빌)
- 셜록 (KBS) - 지미 (제임스 던컨)
- 폴링스카이 시즌 1 (KBS) - 벤 (코너 제섭), 릭 (다니야 이스라일), 파커(네이단 미첼)
- 우리가족 마법사 (디즈니 채널) - 저스틴 (데이빗 헨리)
- 콜드 케이스 시즌 1 (KBS) - 워싱턴
- 트루 잭슨 (닉 코리아) - 라이언
- 프라이미벌 시즌 3 (KBS) - 라이언(버티 카벨)
- H2O (닉 코리아) - 바이런
- 리벤지 시즌 1 (KBS) - 데클런 (코너 파올로)
- 삼국지 (KBS) - 조운 (섭원)
- 슈퍼닌자 (니켈로디언)
- 여총리 비르기트 시즌 1, 2 (CNTV) - 비요른(노동당 대표) / 울릭(TV1 정치부 기자) 외
- 신드바드 (KBS) - 안와르 (드미트리 레오니다스)
- 오펀 블랙 시즌 1, 2 (KBS) - 필립스 (조던 개버리스)
- 먼데이 모닝스 (MBC) - 박 성 (경 심)
- 한자와 나오키 (드라마큐브) - 한자와 나오키 (사카이 마사토)
- 아틀란티스 (KBS) - 피타고라스
- 테일러는 12살 (EBS) - 레온
- 심야식당 (채널W) - 코스즈, 카타기리
- 로스트 & 파운드 뮤직 스튜디오(넥플릭스) - 루크
- 민왕(채널W) - 무토 쇼
- 한여름 밤의 꿈 (KBS) - 라이샌더(메튜 테니슨)
- 이브(EBS) - 윌(올리버 울포드)
- 브렉시트: 치열한 전쟁 (KBS) - 잭 매싱업(카일 소예르)

#### 영화
- 슬럼독 밀리어네어 (KBS) - 자말 말릭 (데브 파텔)
- 나니아 연대기: 새벽 출정호의 항해 - 유스터스 (윌 폴터)
- 인 굿 컴퍼니 (KBS) - 카터 (토퍼 그레이스)
- 청설 (KBS) - 황텐쿼 (팽우안)
- 웰컴 (KBS) - 빌랄 (피랫 아르베르디)
- 노브레싱 - 아나운서
- 뉴욕 아이 러브 유 (KBS) - 소년(안톤 옐친) / 남자(카를로스 아코스타)
- 살아있는 시체들의 밤(2006년) - 벤
- 그레이티스트 (KBS) - 라이언 (조니 시몬스)
- 언더 더 쎄임 문 (KBS) - 데이빗 (제시 가르시아)
- 엽문 (KBS) - 주광요 (정가성)
- 허트 로커 (KBS) - 엘드리지 (브라이언 게라그티)
- 16세의 소원 (디즈니채널) - 마이크 젠슨
- 8인: 최후의 결사단 (KBS) - 이중광 (왕백걸)
- 이클립스 (KBS) - 세스 (부부 스튜어트)
- 킹스 스피치 (KBS) - 라이오넬의 아들(도미닉 애플화이트)
- 디파티드 (KBS) - 숀 코스티건 (케빈 코리건)
- 샤페이의 멋진 모험 (디즈니채널) - 페이튼 레버렛 (오스틴 버틀러)
- 오션스 일레븐 (KBS) - 버질 (케이시 애플렉) / 러스티의 친구(조슈아 잭슨)
- 후크 (KBS) - 루피오 (단테 바스코) / 야구 코치(스콧 윌리엄슨) / 운전 기사
- 써로게이트 (KBS) - 캔터 박사의 아들(코디 크리스천) / 캔터 박사의 써로게이트(제임스 프랜시스 긴티)
- 아이덴티티 (KBS) - 루(윌리엄 리 스콧) / 판사(홈즈 오스본)
- 센스 앤 센서빌리티 (KBS) - 에드워드 페라스 (휴 그렌트)
- 페이머스 파이브: 키린섬의 비밀 - 줄리안 (퀴린 에틀)
- 더 레이디 (KBS) - 킴 (조나단 래갯) / 경찰서장
- 그랜 토리노 (KBS) - 타오 (비 방)
- 아바타 - 노엄 스펠먼(조엘 무어) / 단역
- 애널라이즈 디스 (KBS) - 니키 쉬버스 (맥스 카셀라)
- 스파이 게임 (KBS) - 앤드류 엉거 (앤드류 그레인거) / 지앙 (에이드리안 팽)
- 퍼블릭 에너미 (KBS) - 버튼 요원(매디슨 더크스) / 블리키(클라크 게이블)
- 에반 올마이티 (KBS) - 딜런(조니 시몬스)
- 오즈: 그레이트 앤 파워풀 (KBS) - 프랭크 / 핀리 (잭 브라프)
- 패딩턴 (KBS) - 패딩턴 (벤 위쇼)
- 신비한 동물사전 (극장판) - 랭던 쇼 (로넌 래프터리)
- 싱 스트리트 (KBS) - 코너 (페리다 월시-필로)
- 스파이더맨: 홈커밍 (영화) - 피터 파커 (톰 홀랜드)
- 가디언즈 오브 갤럭시 2 - 로켓(브래들리 쿠퍼)
- 어벤져스: 인피니티 워 - 로켓(브래들리 쿠퍼)
- 어벤져스: 엔드게임 - 로켓(브래들리 쿠퍼)
- 토르: 러브 앤 썬더 - 로켓(브래들리 쿠퍼)
- 뮬란 - 귀뚤이(유준)
- 이터널스 - 스타 폭스(해리 스타일스)
- 백설공주 - 덤벙이(앤드루 바스 펠드먼)/내레이션

#### 기타
- 디즈니 프린세스 리믹스: 얼티밋 프린세스 셀레브레이션 (디즈니+) -

### 내레이션
- 세상에서 가장 아름다운 여행 (SBS)
- 최고의 영어 교사 (EBS English)
- 네트워크 현장 고향이 보인다 (SBS)
- 세상의 모든 다큐 (KBS) 파미르 고원의 감옥
- 세상의 모든 다큐 (KBS) 고대 로마의 미술을 말하다 3부작
- U+ TV 무비바리스타
- 흑백요리사(NETFLIX)
- 와! 진짜? 세상에 이런일이(SBS)

### 광고
- 지니어스플레이 레벨업
- 가면라이더 포제/가면라이더 포제 드라이버
- 아시아나항공 나의 여행 아바타 오즈, 로마를 보여줘
- 첵스초코 - 안경 쓴 체키

### 라디오 드라마
소설극장 (KBS 3라디오)
- 2006.05.07 ~ 2006.07.07 제인 오스틴 <오만과 편견> (집사)
- 2006.10.08 ~ 2006.12.18 이정명 <뿌리깊은 나무> (이석형 / 어린 강채윤 / 잡역부 / 세자 / 잡역 / 사내)
- 2007.11.01 ~ 2008.01.14 한승원 <추사> (선재소년 / 상우 / 하인 / 김양순 / 하인 / 병방 / 김회명 / 금오랑)
- 2008.01.15 ~ 2008.04.20 최인호 <겨울 나그네> (김비서)
- 2008.07.29 ~ 2008.09.22 김탁환 <열하광인> (이명방)
- 2013.08.03 ~ 2013.10.02 이정명 <천국의 소년> (해설)

라디오 극장 (KBS 한민족 방송)
- 2007.06.01 ~ 2007.06.30 고영훈 <야망의 맨발> (청년 / 흑인 청년)
- 2008.05.01 ~ 2008.05.31 김주영 <멸치>	(해설)
- 2008.07.01 ~ 2008.07.31 김려령 <완득이> (명빈 / 외국인 / 세혁)
- 2008.09.01 ~ 2008.09.30 조창인 <등대지기> (어린 재우 / 철용)
- 2009.11.01 ~ 2009.11.30 윤지강 <난설헌, 나는 시인이다> (무렴)
- 2010.04.01 ~ 2010.04.30 김영하 <검은 꽃> (김이정)
- 2014.02.01 ~ 2014.02.28 정유정 <내 인생의 스프링 캠프> (김준호)
- 2015.01.01 ~ 2015.01.31 유영민 <오즈의 의류수거함> (195)
- 2015.05.01 ~ 2015.05.31 박민규 <삼미 슈퍼스타즈의 마지막 팬클럽 (나)
- 2016.02.01 ~ 2016.02.29 도진기 <가족의 탄생> (김진구)
- 2016.05.01 ~ 2016.05.31 정유정 <내 심장을 쏴라> (류승민)

라디오 독서실 (KBS 2라디오)
- 2006.04.30 김재영 <코끼리> (세르게니)
- 2006.06.18 추민주 <빨래> (공익요원)
- 2006.07.09 이혜경 <그림자> (주현)
- 2006.08.06 윤성희 <거기, 당신> (소년)
- 2006.08.27 전상국 <동행> (사내의 소년시절)
- 2006.09.24 박범신 <향기로운 우물 이야기> (서이장 아역)
- 2006.10.08 조영아 <여우야 여우야 뭐하니> (남자)
- 2006.11.26 이기호 <갈팡질팡하다가 내 이럴 줄 알았지> (친구2)
- 2006.12.03 김애란 <누가 해변에서 함부로 불꽃놀이를 하는가> (형제)
- 2007.01.14 김희진 <혀> (남1)
- 2007.02.11 이상섭 <그곳에는 눈물들이 모인다> (남자)
- 2007.02.18 김원일 <오마니별> (아들)
- 2007.02.25 김한길 <임대 아파트> (윤정수)
- 2007.03.11 김혜정 <수상한 이웃> (점원)
- 2007.03.18 이우천 <수녀와 경호원> (조감독)
- 2007.11.04 백가흠 <조대리의 트렁크> (경찰)
- 2007.11.11 박완서 <친절한 복희씨> (남)
- 2007.12.16 김세인 <무녀리> (선생님)
- 2007.12.30 이승우 <객지일기> (종업원)
- 2008.01.13 전윤희 <우유> (박대리)
- 2008.01.20 정소현 <양장제본서 전기> (의사)
- 2008.03.09 김경욱 <99퍼센트> (남직원)
- 2008.05.04 이문구 <관촌수필> (나)
- 2008.06.15 최인훈 <광장> (박교원)
- 2008.07.13 이혜경 <물 한모금> (라흐맛)
- 2008.08.10 권정생 <무명저고리와 엄마> (막돌)
- 2008.08.17 박완서 <그 여자네 집> (장만득)
- 2008.09.14 전상국 <우상의 눈물> (형우)
- 2008.09.21 성석제 <황만근은 이렇게 말했다> (영호)
- 2008.11.02 김애란 <칼자국> (남자1)
- 2008.11.23 김연수 <내겐 휴가가 필요해> (박)
- 2008.12.14 정이현 <삼풍백화점> (남자)
- 2008.12.21 윤성희 <봉자네 분식집> (박대리)
- 2010.02.28 하근찬 <수난이대> (진수)
- 2010.10.10 전성태 <소를 줍다> (나 / 해설)
- 2014.07.20 황태환 <유나> (나)

라디오 문학관 (KBS 한민족 방송)
- 2016.08.14 도진기『악마의 증명』(박철, 박성)

KBS 무대 (KBS 한민족 방송)
- 2006.02.11 봉선화 연정 (대화남)
- 2006.02.25 이 메마른 날들 (남 간호사2)
- 2006.03.04 초대받지 않은 손님 (친구1)
- 2006.03.18 한강으로 간 마을버스 (기자)
- 2006.04.08 마중 가는 길 (중국집 직원2)
- 2006.04.15 족두리 무덤 (백성2)
- 2006.05.06 그 남자를 찾아서 (경찰)
- 2006.05.27 선물 (의사2)
- 2006.06.03 봉단이 (포졸3)
- 2006.07.29 푸른 별이 반짝이는 밤 (PC방)
- 2006.08.12 엄마가 돌아왔다 (택배원)
- 2006.08.19 807호를 열어라 (중국집 배달원)
- 2006.09.02 공무도하가 (군졸1)
- 2006.09.23 동반자 (주인)
- 2006.10.14 웅녀 이야기 (무사2)
- 2006.11.11 그녀에게 생긴 일 (남자)
- 2006.11.25 싫으면 시집 가 (진만)
- 2006.12.02 펭귄 아빠에 대한 보고서 (의사)
- 2007.01.20 장마 (경석)
- 2007.01.27 그믐달, 초승달을 품다 (연후)
- 2007.02.03 아버지의 가출 (종업원)
- 2007.02.24 손주열전 (총각)
- 2007.04.14 황금모래성 (연우)
- 2007.12.01 숲 속의 집, 그 행복한 날들 (아저씨)
- 2007.12.08 억수할매, 다시 돌아온 봄날 (기자2)
- 2007.12.22 아버지의 약속 (구경꾼)
- 2007.12.29 먼데서 길손이 찾아드니
- 2008.01.12 대설주의보 (구급대원)
- 2008.01.26 겨울의 초상 (종업원)
- 2008.02.02 섣달 그믐밤 (민호)
- 2008.03.15 봄 여름 가을.... 겨울 (명준)
- 2008.04.12 베이징 앞으로! (인터넷 고스톱 삼돌이)
- 2008.04.19 떠나가는 배 (기사)
- 2008.05.03 갈릴레오를 아십니까? (학생1)
- 2008.05.10 인연지문 (수행승)
- 2008.06.14 봄이 가기 전에 (남학생3)
- 2008.06.21 다방과 다방사이 (직원)
- 2008.06.28 모르는 여자 (중1)
- 2008.07.05 오늘의 추천 영화 (고딩1)
- 2008.07.26 며느리 열전
- 2008.09.13 그대 다시는 고향에 가지 못하리 (아들)
- 2008.10.04 마누라 납치 사건 (책대여점)
- 2008.11.22 당신의 추억을 삽니다 (성진)
- 2008.12.13 기생 월향 - 사단칠정 살인사건 (강쇠)
- 2009.01.17 시간을 줍다 (아들)
- 2009.04.04 모퉁이 (정우)
- 2009.05.02 빈칸 채우기
- 2009.12.19 프로페셔널 장숙자,사표를 던지다. (김 홍)
- 2010.05.15 달의 바다 (준혁)
- 2010.08.28 나무꾼의 아내 (승재)
- 2011.09.24 502호 그 여자 (우승민)
- 2013.11.30 타고났거나 변했거나 (아들)
- 2014.01.25 상처, 잃어버린 날들 (소년)
- 2015.01.03 문선생, 히말라야를 가다 (양재우)
- 2015.03.14 악행 컴퍼니 (강태공)
- 2015.06.06 박색춘향 (몽룡)
- 2015.08.01 푸르고 시린 (이 인)
- 2015.09.19 사랑을 연결합니다 (유찬)
- 2015.11.07 파가니니를 위하여 (강승환)
- 2015.02.05 울 아빠는 아이돌 (봉두호)
- 2016.07.30 해피버스데이투유 (강인범)
- 2016.12.10 종점 (정호)

다큐멘터리 역사를 찾아서 (KBS 1라디오)
- (연기)

EBS 라디오소설 (EBS 라디오 )
- 천변풍경 (창수)

와이파이 초한지 (KBS 1라디오)
- 2016.05.09~ 2017.08.18 (항우 外)

엄길청의 성공시대 (KBS 2라디오)
- 2006.02.27 ~ 2006.03.11 제62화 인물사진가 김재환, 나는 하루에 1mm씩 성장했다. (어린 재환)

김희진의 Loving You (U-KBS)
특별기획 <이금희의 신화 오딧세이> (KBS 3라디오)
- 2010.11.12 인도 신화 <인드라의 눈물> (소년 비슈누)

### 방송
- 1 VS 100(KBS) - 2012년 1월 17일 출연
- 남도형의 블루클럽 - 남도형의 블루클럽은 남도형 이 운영하는 유튜브 채널이다.

### 기타
- 배틀그라운드 모바일하와이안 크랩 보이스

## 수상
- 2016 KBS 라디오 연기대상 남자 최우수상

## 같이 보기
- 한국방송공사